# Attilio Bettega
Attilio Bettega (ur. 19 lutego 1953 w Trydencie, zm. 2 maja 1985 w Zérubii) – włoski kierowca rajdowy. W swojej karierze był członkiem takich zespołów jak: Fiat i Lancia. Jeździł z takimi pilotami jak: Maurizio Perissinot, Arnaldo Bernacchini czy Sergio Cresto.
Karierę rajdową Bettega rozpoczął 1972 roku, a jego pierwszym samochodem był Fiat 128 Coupé. W październiku 1978 roku zadebiutował w Rajdowych Mistrzostwach Świata jadąc samochodem Lancia Stratos HF. Debiutanckiego Rajdu San Remo nie ukończył z powodu wypadku. W październiku 1979 roku podczas Rajdu San Remo po raz pierwszy w karierze stanął na podium w rajdzie mistrzostw świata, gdy zajął 3. miejsce. W maju 1985, na 4. odcinku specjalnym Rajdu Korsyki, Bettega uderzył samochodem w drzewo i zginął na miejscu. Jego pilot Maurizio Perissinot nie doznał obrażeń.
Bettega wziął udział w 26 rajdach w mistrzostwach świata. 6 razy w swojej karierze stawał na podium w rajdach mistrzostw świata. Zdobył w nich 130 punktów. Wygrał 47 odcinków specjalnych.

## Kariera

### Początki
Karierę rajdową Bettega rozpoczął w 1972 roku. Jego pierwszym samochodem rajdowym był Fiat 128 Coupé. W 1973 roku osiągnął swój pierwszy sukces, gdy wygrał zawody Campeonato Triveneto. Na przełomie sierpnia i września pojechał w pierwszym rajdzie mistrzostw Europy w karierze. Był to Rajd San Martino di Castrozza, w którym zajął 41. miejsce.
Od 1974 do 1976 roku Bettega startował prywatnym samochodem Opel Kadett GTE przygotowywanym przez firmę Carenini. W 1977 roku jechał Autobianchi A112 Abarth z pilotką Isabellą Torghele, jego narzeczoną i późniejszą żoną. Wygrał puchar Trofeo Autobianchi A112. Na 14 zawodów wygrał 5 z nich. W 1977 roku jeździł również Lancią Stratos HF i zajął między innymi drugie miejsce w Rajdzie Aosty. 
W 1978 roku Bettega nadal startował Lancią. W maju pojechał w Rajdzie Elby w ramach mistrzostw Europy, jednak go nie ukończył. W czerwcu wziął udział w kolejnym rajdzie mistrzostw Europy, Rajdzie Antibes. Zajął w nim 2. miejsce i przegrał jedynie z Francuzem Bernardem Darniche'm. W lipcu ponownie stanął na podium w mistrzostwach Europy. W niemieckim Rajdzie Hunsrück był drugi za innym kierowcą Lancii Stratos HF, Walterem Röhrlem. W październiku Bettega zadebiutował w mistrzostwach świata. Pojechał samochodem Lancia Stratos HF wraz z narzeczoną Isabelą jako pilotką w Rajdzie San Remo. Jednak już na 1. odcinku specjalnym miał wypadek i wycofał się z rajdu. W listopadzie wziął udział w Rajdzie Korsyki. Na 8. odcinku specjalnym wycofał się na skutek przebicia opon.

### 1979-1981: Fiat
W 1979 roku Bettega zaczął jeździć samochodami Fiata. W styczniu wystartował Fiatem Ritmo 75 Abarth wraz z nowym pilotem Mauriziem Perissinotem w Rajdzie Monte Carlo. Wycofał się z niego na 7. odcinku specjalnym z powodu awarii silnika. Następnie w kwietniu pojechał Fiatem 131 Abarth w rajdzie mistrzostw Europy, Rajdzie Costa Smeralda. Odniósł w nim swoje pierwsze zwycięstwo w mistrzostwach Europy w karierze. Wygrał go z przewagą 1:01 minuty nad Luigim Battistollim i 5:53 minuty nad Maurem Pregliasco. W innym kwietniowym rajdzie mistrzostw Europy, Rajdzie Elby, Bettega także stanął na podium. Był drugi za Antoniem Fassiną. Natomiast w maju zwyciężył w Rajdzie 4 Regioni (w ramach mistrzostw Europy). Na mecie tego rajdu wyprzedził o 2:58 minuty Antonia Zaniniego i o 4:44 minuty Daria Cerrato. W październiku Bettega pojechał w swoim drugim rajdzie mistrzostw świata w sezonie, Rajdzie San Remo. Na 70. odcinku specjalnym tego rajdu, Colle d'Oggia 2, odniósł swoje pierwsze oesowe zwycięstwo w mistrzostwach świata w karierze. Ostatecznie w Rajdzie San Remo zajął 3. pozycję po raz pierwszy stając na podium w mistrzostwach świata. Do zwycięzcy Antonia Fassiny stracił 18:42 minuty, a do drugiego Waltera Röhrla 14:28 minuty.
Sezon 1980 Bettega rozpoczął od startu w styczniowym Rajdzie Monte Carlo. Pojechał w nim Fiatem Ritmo 75 Abarth z pilotem Mariem Mannuccim i zajął w nim 6. miejsce. W rajdzie tym wygrał jeden odcinek specjalny, Col de Turini 1. W marcu wziął udział w Rajdzie Portugalii jadąc Fiatem 131 Abarth z Arnaldem Bernacchinim. Przed 14. odcinkiem specjalnym miał wypadek na drodze dojazdowej i był zmuszony wycofać się z rajdu. Następnie Bettega pojechał w dwóch rajdach mistrzostw Europy, Rajdzie Costa Smeralda i Rajdzie 4 Regioni, jednak obu nie ukończył. W maju, w Rajdzie Grecji, zdobył punkty do klasyfikacji mistrzostw świata, dzięki zajęciu w nim 8. miejsca. Lipcowego Rajdu Argentyny Bettega nie ukończył. Na 7. odcinku specjalnym uszkodził miskę olejową. W październiku pojechał w Rajdzie San Remo. Wygrał na nim dwa odcinki specjalne i ostatecznie ukończył go na 6. pozycji w klasyfikacji. Swój ostatni start w 1980 roku Bettega zaliczył w drugiej połowie października. Był to Rajd Korsyki, jednak Bettega go nie ukończył z powodu wypadku na 11. odcinku specjalnym.
Pierwszym rajdem sezonu 1981 był Rajd Monte Carlo. Bettega pojechał w nim Fiatem Ritmo 75 Abarth. Na 11. odcinku specjalnym wycofał się z powodu awarii silnika. W marcu wziął udział w Rajdzie Portugalii jadąc Fiatem 131 Abarth. Wygrał w nim jeden odcinek specjalny (siódmy), Figueira da Foz, a na 19. odcinku wycofał się z powodu usterki silnika. W kwietniu pojechał w rajdzie mistrzostw Europy, Rajdzie Costa Smeralda. Był w nim szósty. Z kolei w czerwcu stanął na podium w Rajdzie Grecji, w którym był trzeci za dwoma Finami, Arim Vatanenem i Markku Alénem. Pod koniec czerwca Bettega zwyciężył w mistrzostwach Europy, w Rajdzie Il Ciocco e Valle del Serchio. W październiku ponownie pojechał w mistrzostwach świata, tym razem w Rajdzie San Remo. Wygrał w nim dwa odcinki specjalnego, jednak nie ukończył go na skutek wypadku na 17. oesie. Sezon 1981 Bettega zakończył startem w Rajdzie Aosty w mistrzostwach Europy. Był w nim drugi i przegrał jedynie z Michelem Cinotto.

### 1982-1985: Lancia

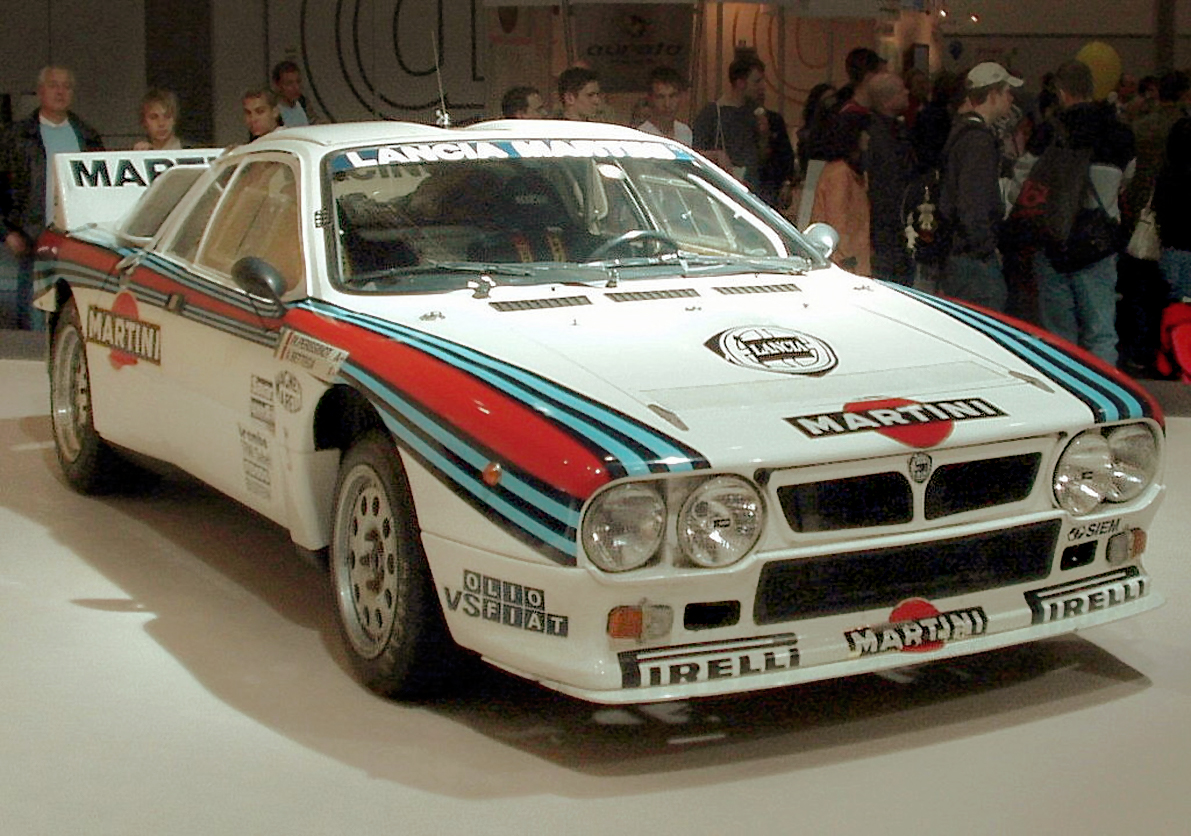
Lancia 037, którą Bettega startował w latach 1982–1985

W 1982 roku Bettega podpisał kontrakt z zespołem Lancii na starty B-grupową Lancią 037. W kwietniu wystartował tą Lancią w Rajdzie Costa Smeralda w mistrzostwach Europy. Nie ukończył go jednak z powodu awarii skrzyni biegów. W maju pojechał w Rajdzie Korsyki. Na 11. odcinku specjalnym niedaleko miasteczka Salvareccio stracił panowanie nad samochodem i wypadł z trasy uderzając w pobliski mur. Akcja wyciągania kierowcy z rozbitego samochodu trwała 40 minut. Po wypadku został przetransportowany drogą lotniczą do szpitala w Turynie, gdzie stwierdzono złamanie obu nóg. W związku z rekonwalescencją po wypadku Bettega nie startował w rajdach do końca 1982 roku.
W 1983 roku Bettega wrócił do rajdów. W maju wystartował w Rajdzie Korsyki. Wygrał w nim dwa odcinki specjalne i ostatecznie zajął 4. miejsce w klasyfikacji generalnej ze stratą 13:49 minuty do zwycięzcy i partnera z zespołu Lancii, Markku Aléna. Następnie Bettega wziął udział w Rajdzie Grecji. Wygrał w nim jeden, pierwszy, odcinek specjalny, a grecki rajd zakończył na 5. pozycji. W czerwcowym Rajdzie Nowej Zelandii Bettega stanął na podium. Zajął w nim 3. miejsce za Walterem Röhrlem i Timem Salonenem. W sezonie 1983 wystartował również w Rajdzie San Remo. W nim, podobnie jak w Nowej Zelandii, był trzeci. Przegrał jedynie z partnerami z zespołu Lancii, Alénem i Röhrlem. W sezonie 1983 zajął 7. miejsce w mistrzostwach świata. Zdobył 42 punkty.
Sezon 1984 Bettega rozpoczął od startu w styczniowym Rajdzie Monte Carlo. Wygrał w nim dwa odcinki specjalne, a rajd ukończył na 5. pozycji. W marcu Bettega wziął udział w Rajdzie Portugalii. Wygrał pięć odcinków specjalnych, a między 17. a 23. odcinkiem specjalnym był liderem tego rajdu. Ostatecznie zakończył go na 3. miejscu za dwoma Finami, Hannu Mikkolą i Markku Alénem. W kwietniu nie ukończył Rajdu Costa Smeralda, który odbył się w ramach mistrzostw Europy. W maju pojechał w Rajdzie Korsyki. Zwyciężył na dwunastu odcinkach specjalnych. Od 1. do 7. odcinka specjalnego był liderem, jednak na skutek problemów technicznych samochodu ukończył korsykański rajd na 7. miejscu. W drugiej połowie maja Bettega wystartował w Rajdzie Grecji. Zajął w nim 4. miejsce. Następnie Bettega wziął udział w Rajdzie San Remo. Wygrał osiem odcinków specjalnych, a rajd ten ukończył na 2. miejscu, najwyższym w swojej karierze. Do zwycięzcy Ariego Vatanena stracił 5:27 minuty. W listopadzie Bettega zaliczył start w mistrzostwach Europy, w Rajdzie San Marino, w którym zajął 3. lokatę. W mistrzostwach świata w sezonie 1984 Bettega zajął 5. miejsce. Zdobył 49 punktów.
Rok 1985 Bettega rozpoczął od startu w mistrzostwach Europy, w Rajdzie Costa Brava. Nie ukończył go, gdyż na 1. odcinku specjalnym uległ wypadkowi. W kwietniu pojechał w mistrzostwach świata, w Rajdzie Safari. Wycofał się z niego na skutek awarii silnika. W tym samym miesiącu wziął również udział w Rajdzie Costa Smeralda (mistrzostwa Europy). Do jego mety dojechał na 2. miejscu, o 57 sekund za Dariem Cerrato.

### Śmierć
W maju 1985 Bettega wystartował w swoim drugim rajdzie mistrzostw świata w sezonie, Rajdzie Korsyki. W pierwszym dniu rajdu, 2 maja, na pierwszym kilometrze 4. odcinka specjalnego Zérubia – Santa Giulia, samochód Lancia 037 prowadzony przez Bettegę przejechał prawy zakręt po długiej prostej, następnie wszedł w ciasny lewy zakręt. O godzinie 10:45 przy wyjściu z tego zakrętu wpadł w poślizg i ściął słupek. Następnie wpadł do 2,5-metrowego wąwozu i uderzył prawą stroną w drzewo. Uderzenie było na tyle silne, że dach Lancii został rozerwany. Pilot Bettegi Maurizio Perissinot nie odniósł żadnych obrażeń i o własnych siłach wyszedł z samochodu by ostrzec innych kierowców. Na miejsce wypadku najszybciej przybyli Massimo Biasion, Bernard Béguin i François Chatriot. Po 20 minutach od zdarzenia na miejsce przybyła karetka pogotowia, której lekarz stwierdził, iż Bettega zginął na miejscu.

#### Reakcje po śmierci Bettegi
Po wypadku Bettegi Rajd Korsyki był kontynuowany i wygrał go Francuz Bruno Saby jadący Renault 5 Maxi Turbo. Z udziału w rajdzie wycofali się inni kierowcy zespołu Lancii, Markku Alén i Massimo Biasion.
Śmierć Bettegi przyczyniła się do zakazu startów samochodami grupy B i spowodowała dyskusje i większe naciski na bezpieczeństwo kierowców. W tym samym dniu, rok później, także w Rajdzie Korsyki, zginął inny kierowca Lancii, Fin Henri Toivonen wraz ze swoim pilotem Sergiem Cresto. W kilka godzin po wypadku Toivonena, prezydent FISA Jean-Marie Balestre wydał zakaz startów autami grupy B, który wszedł w życie z początkiem 1987 roku. Zespoły Audi i Forda wycofały się z rywalizacji natychmiast, a pozostałe zespoły brały udział w rajdach do końca 1986 roku. Nie doszła również do skutku rywalizacja w planowanej grupie S. Od tamtej pory najlepsze samochody miały się ścigać w grupie A.

## Pamięć o Bettedze
Bettega został pochowany 4 maja 1985 na cmentarzu w miejscowości Molveno, w której mieszkał z rodziną. W pogrzebie wzięła udział większość mieszkańców Molveno, a także tacy przedstawiciele świata rajdów jak: szef zespołu Lancii Cesare Fiorio, kierowcy i piloci Markku Alén, Adartico Vudafieri, Massimo Biasion, Tiziano Siviero Ilkka Kivimäki, Antonio Carello, Gianfranco Cunico czy Antonio Fassina, a także inni członkowie zespołu Lancii, prezydent CSIA Franco Serena i inni działacze włoskich związków motorowych.
Na Korsyce, w miejscu wypadku, ustawiono symboliczną tablicę poświęconą zmarłemu Bettedze.
Dla upamiętnienia Bettegi w mieście Bolonia podczas tamtejszego Motor Show odbywa się krótki rallysprint Memorial Attilio Bettega.

## Życie prywatne
Bettega był żonaty z Isabellą, która kilkukrotnie była jego pilotką w rajdach. Miał z nią dwójkę dzieci: córkę Angelę i syna Alessandra. Alessandro, podobnie jak ojciec, został kierowcą rajdowym. Bettega wraz z rodziną mieszkał w miejscowości Molveno, w której jego rodzina posiadała hotel.

## Zwycięstwa w Mistrzostwach Europy
| Nr | Rajd                               | Sezon | Pilot               | Samochód        |
| -- | ---------------------------------- | ----- | ------------------- | --------------- |
| 1  | Rajd Costa Smeralda                | 1979  | Maurizio Perissinot | Fiat 131 Abarth |
| 2  | Rajd 4 Regioni                     | 1979  | Maurizio Perissinot | Fiat 131 Abarth |
| 3  | Rajd Il Ciocco e Valle del Serchio | 1981  | Maurizio Perissinot | Fiat 131 Abarth |

## Starty w rajdach WRC
| Legenda oznaczeń w tabelach dot. wyników | Legenda oznaczeń w tabelach dot. wyników |
| Oznaczenie                               | Wyjaśnienie |
| ---------------------------------------- | --- |
| Złoty                                    | Zwycięzca |
| Srebrny                                  | 2. miejsce |
| Brązowy                                  | 3. miejsce |
| Zielony                                  | Ukończył, punktował (w klasyfikacji generalnej gdy kierowca był sklasyfikowany oznacza zdobycie punktów w rajdzie poza trzema powyższymi opcjami) |
| Niebieski                                | Ukończył, nie punktował |
| Różowy                                   | Nie ukończył (NU) |
| Czarny                                   | Zdyskwalifikowany (DK) |
| Biały                                    | Nie został zgłoszony (-) |

| Sezon | Zespół           | Samochód                             | 1      | 2     | 3      | 4      | 5      | 6      | 7     | 8      | 9     | 10     | 11    | 12    | 13 | 14 | 15 | 16 | Punkty | Miejsce |
| ----- | ---------------- | ------------------------------------ | ------ | ----- | ------ | ------ | ------ | ------ | ----- | ------ | ----- | ------ | ----- | ----- | -- | -- | -- | -- | ------ | ------- |
| 1978  | Attilio Bettega  | Lancia Stratos HF                    | MCO -  | SWE - | KEN -  | POR -  | GRE -  | FIN -  | CAN - | ITA NU | CIV - | FRA NU | GBR - |       |    |    |    |    | 0      | -       |
| 1979  | Attilio Bettega  | Fiat Ritmo 75 Abarth Fiat 131 Abarth | MCO NU | SWE - | POR -  | KEN -  | GRE -  | NZL -  | FIN - | CAN -  | ITA 3 | FRA -  | GBR - | CIV - |    |    |    |    | 12     | 19.     |
| 1980  | Fiat Italia      | Fiat Ritmo 75 Abarth Fiat 131 Abarth | MCO 6  | SWE - | POR NU | KEN -  | GRE 8  | ARG NU | FIN - | NZL -  | ITA 6 | FRA NU | GBR - | CIV - |    |    |    |    | 15     | 19.     |
| 1981  | Fiat Auto Torino | Fiat Ritmo 75 Abarth Fiat 131 Abarth | MCO NU | SWE - | POR NU | KEN -  | FRA -  | GRE 3  | ARG - | BRA -  | FIN - | ITA NU | CIV - | GBR - |    |    |    |    | 12     | 20.     |
| 1982  | Martini Racing   | Lancia 037                           | MCO -  | SWE - | POR -  | KEN -  | FRA NU | GRE -  | NZL - | BRA -  | FIN - | ITA -  | CIV - | GBR - |    |    |    |    | 0      | -       |
| 1983  | Martini Racing   | Lancia 037                           | MCO -  | SWE - | POR -  | KEN -  | FRA 4  | GRE 5  | NZL 3 | ARG -  | FIN - | ITA 3  | CIV - | GBR - |    |    |    |    | 42     | 7.      |
| 1984  | Martini Racing   | Lancia 037                           | MCO 5  | SWE - | POR 3  | KEN -  | FRA 7  | GRE 4  | NZL - | ARG -  | FIN - | ITA 2  | CIV - | GBR - |    |    |    |    | 49     | 5.      |
| 1985  | Martini Racing   | Lancia 037                           | MCO -  | SWE - | POR -  | KEN NU | FRA NU | GRE -  | NZL - | ARG -  | FIN - | ITA -  | CIV - | GBR - |    |    |    |    | 0      | -       |